# Bangkinang Kota
Bangkinang Kota is een bestuurslaag in het regentschap Kampar van de provincie Riau, Indonesië. Bangkinang Kota telt 13.492 inwoners (volkstelling 2010).